# Serge Henri Rodin
Œuvres principales
Caprice-de-la-lune : Récits des tribulations de Père-du-petit-garçon (Renirenin-Drainilita)
Serge Henri Rodin, connu sous le pseudonyme Korb, était un homme de lettres, professeur d’université, musicien et académicien malgache né en 1949 et décédé dans la nuit du 17 septembre 2024 à Antananarivo à Madagascar. 

## Biographie
Né RODIN Serge Henri à Antananarivo à Madagascar en 1949, il était marié à Anna Raymonde Ravelomanantsoa Ratsimiah avec qui ils ont eu trois enfants, dont Andrianary Raodina, Dina Guyader et Rija Andrianririna Rodin. 
Professeur à l’université d’Antananarivo, il a enseigné au département d’Études françaises et francophones, en plus de sa fonction de responsable du parcours « médiation culturelle » à la faculté des Lettres et Sciences Humaines (Flsh). 
Considéré par ses pairs comme le « père de la critique littéraire » malgache contemporaine, il n’écrivait pas uniquement sur la littérature, il étudiait également la culture populaire malgache, particulièrement les chansons populaires. 
Hommes de lettres, on compte parmi ses nombreuses publications : Caprice-de-la-lune : Récits des tribulations de Père-du-petit-garçon (Renirenin-Dranilita) et Ambodiafontsy, publié dans Chroniques de Madagascar, ouvrage dirigé et présenté par Dominique Ranaivoson. Il a fait partie du comité de lecture de la maison d’éditions réunionnaise Grand Océan aux côtés de Carpanin Marimoutou. D’après Jean-François Reverzy, éditeur et préfacier du livre Caprice-de-la-lune, « Caprice-de-la-lune trace enfin une voie novatrice dans les littératures de l’océan Indien et dans la littérature malgache contemporaine. Affirmons-le : il y aura un avant et un après Caprice-de-la-lune ; ce livre ouvre une porte sur un nouveau monde et marque aussi une rupture…». 
Élevé Grand Officier de l’ordre national et Commandeur de l’ordre du mérite, il siégeait à l’Académie malgache, occupant le poste de secrétaire perpétuel de la Première Section (langage et arts). 
Musicien, membre du groupe Korb, il était passionné de jazz. Il a fait partie des instigateurs du festival international de jazz, Madajazzcar, organisé chaque année à Tananarive. Sa participation annuelle au Madajazzcar était toujours remarquée, puisqu’il était un intervenant à double casquette : musicien et conférencier spécialiste des musiques malgaches. 
Décédé dans la nuit du 17 septembre 2024, sa messe de requiem s’est déroulée à l’Église catholique de Faravohitra. Sa dépouille repose à Ambodiafontsy Ampitatafika.

## Publication
- Serge-Henri Rodin et Rabodoarivelo Ratokoarivelo, 1992. « La littérature malgache d’expression française », Notre librairie, n° 110, juillet-septembre 1992.
- Serge Henri Rodin, 2000. Caprice-de-la-lune : Récits des tribulations de Père-du-petit-garçon (Renirenin-Drainilita), illustration de Mamy Rajoelisolo, Saint-Denis (La Réunion), Éd. Grand Océan, coll. Tantara sy vina.
- Serge Henri Rodin, 2022. « Littérature, musique et identité de l'Indianocéanie : l'exemple de l'association Grand Océan », in Rafolo Andrianaivoarivony et Christophe Genin (dir.), Bruxelles : Les Impressions nouvelles.
- Serge Henri Rodin, 2002. « Hira malagasy » Chansons madécasses d'Evariste Parny, trad. en malgache par Serge-Henri Rodin, Saint-Denis (La Réunion) : Grand océan, 2002.
- Serge Henri Rodin, 2005. « Ambodiafontsy», in Chroniques de Madagascar, Dominique Ranaivoson (dir.), Saint Maur-des-Fossés (France), Sépia, coll. Sépia Poche.